# Anomala matangensis
Anomala matangensis är en skalbaggsart som beskrevs av Carsten Zorn 2007. Anomala matangensis ingår i släktet Anomala och familjen Rutelidae. Inga underarter finns listade i Catalogue of Life.